# Don Nix
Don Nix (Memphis, Tennessee, 1941. szeptember 27. – Germantown, Tennessee, 2024. december 31.) amerikai zenész, dalszerző, zenei producer, hangszerelő és író.

## Pályafutása
Több műfajban is otthon volt: Soutern rock, R&B, soul, illetve blues.
Több szerzeménye is világsiker lett – elsősorban mások előadásában:
- Black cat moan (Beck, Bogert & Appice, John Mayall)
- Goin' down (Freddie King, Jeff Beck, Deep Purple, JJ Cale, Marc Ford, Chicken Shack, Bryan Ferry, Pearl Jam, Gov’t Mule, Sam Kinison, Stevie Ray Vaughan, Joe Satriani, a Who, Led Zeppelin, Sammy Hagar, Joe Bonamassa, Sturgill Simpson)

Zene iránt érdeklődő családban született Memphisben. Bátyja, Larry Nix, a Stax lemezcég hangmérnöke volt. Pályáját szaxofonosként kezdte a Mar-Keys együttessel, Steve Cropper, Duck Dunn és mások oldalán.  Első sikere a  "Last Night" című instrumentális szám volt, amelynek szerzőjeként a teljes együttest feltüntették.

## Diszkográfiája
| Shelter SHE-8902    | In God We Trust (LP) In God We Trust / Golden Mansions / I'll Fly Away / He Never Lived a Day Without Jesus / Nero My God to Thee / Amos / Long Way to Nowhere / Iuka / Will the Circle Be Unbroken / I've Tried (Trucker's Lament) Personnel: Don Nix, vcl, gtr; Eddie Hinton, gtr; Furry Lewis, sl. gtr, poem (track 8); Larry Raspberry, rh. gtr; Barry Beckett, keys; David Hood, bs; Roger Hawkins, dms; J. A. Spell, fd; Jeanie Green, Marlin Green (the Mt. Zion Singers), background vcls Recorded at Muscle Shoals Sound Studio Produced by Don Nix Reissue: Nippon Phonogram Records BT-5357, 1979, Japan | 1971, US |
| Elektra EKS-74101   | Living by the Days (LP) The Shape I'm In / Olena / I Saw the Light / She Don't Want a Lover / Living by the Days / Going Back to Iuka / Three Angels / Mary Louise / My Train's Done Come and Gone Personnel: Don Nix, vcl, gtr; Jimmy Johnson, Tippy Armstrong, Gimmer Nicholson, Wayne Perkins, gtr; Furry Lewis, narration; Barry Beckett, Chris Stainton, keys; David Hood, Donald "Duck" Dunn, bs; Roger Hawkins, dms; Mt. Zion Singers (Wayne Perkins, Jeanie Green, Marlin Green), background vcls (tracks 3, 4, 7, 8); Shelter People (Claudia Lennear, Kathi McDonald, Don Preston, Joey Cooper), background vcls (tracks 1, 2, 9) Recorded at Muscle Shoals Sound Studio and Skyhill Studios, Hollywood, California Produced by Don Nix UK edition: Elektra K 42096, 1971; French edition: Elektra 62010, 1971 Reissue: Atco-East West CD AMCY-2609, 1998, Japan | 1971, US |
| Elektra EKS-75022   | The Alabama State Troupers Road Show (2 LPs) Furry's Blues / Brownsville / I'm Black / A Chicken Ain't Nothin' but a Bird / Will the Circle Be Unbroken / Amos Burke / Mighty Time / Jesus on the Mainline / Mary Louise / Yes, I Do Understand / Opening / Living in the Country / Joa-Bim / Dixie / Heavy Makes You Happy / Iuka / Furry's Rap / Asphalt Outlaw Hero / Olena / My Father's House / Going Down Personnel: Don Nix, vcl, gtr; Wayne Perkins, gtr; Tippy Armstrong, gtr; Clayton Ivey, pno; Ken Woodley, org; Bob Wray, bs; Tarp Tarrant, Fred Prouty, dms; Mt. Zion Choir (Brenda Patterson, Mary "Bouce" Anderson, Carolyn "Pepper" Watkins, Marianne "Tweety" Watkins, Marlin Greene) Recorded live at Long Beach Civic Auditorium, Long Beach, California, October 15, 1971, and at Pasadena Civic Auditorium, Pasadena, California, October 17, 1971 Produced by Don Nix | 1972, US |
| Enterprise ENS-1032 | Hobos, Heroes and Street Corner Clowns (LP) She's a Friend of Mine / The Train Don't Stop Here No More / Black Cat Moan / Rainy Night in Paris (Memphis Reject) / When I Lay My Burden Down / Sweet Sweet Surrender / We Gotta Move (Keep on Rolling) / Miss Eleana / I Need You / Look What the Years Have Done Personnel: Don Nix, vcl, gtr; Pete Carr, Eddie Hinton, Larry Raspberry, Bobby Manuel, Furry Lewis, gtr; George Harrison, slide gtr; Wayne Perkins, gtr, background vcl; Barry Beckett, Chris Stainton, keys; Steve Smith, keys, gtr; Tim Smith, gtr, pno; David Hood, Klaus Voormann, bs; Roger Hawkins, dms; Lon Price, sax; Jay Pruitt, strings; Jeanie Green, Claudia Lennear, background vcls; Dallas–Ft. Worth Symphony Orchestra Recorded at Apple Studio, London; Muscle Shoals Sound Studio; etc. Produced by Don Nix Reissue: P-Vine PCD-5175, 1997, Japan | 1973, US |
| Cream CR-1001       | Gone Too Long (LP) Goin' Thru Another Chance / Feel a Whole Lot Better / Gone Too Long / Backstreet Girl / Rollin' in My Dreams / Yazoo City Jail / Harpoon Arkansas Turnaround / Forgotten Town / A Demain (Until Tomorrow) Personnel: Don Nix, vcl, gtr; George Harrison, sl. gtr, etc. Recorded in France, England and the U.S. Produced by Don Nix Reissue: Demon DIAB-805, 1994, UK | 1976, US |
| Cream CR-1011       | Skyrider (LP) Skyrider / Nobody Else / Maverick Woman Blues / Do It Again / Long Tall Sally / I'll Be in Your Dreams / On the Town Again / All for the Love of a Woman Personnel: Don Nix, vcl, gtr, sax; Rob Kendrick, gtr, sl. gtr; Roy Halle, sl. gtr; Len Groome, keys; John Fry, acc; Ernie Chapman, bs; Darell Norris, dms; Memphis Horns; William C. Brown III Choir Recorded at Dallasonic Studio, Texas, etc. Produced by Don Nix Reissue: Demon DIAB-805, 1994, UK | 1979, US |
| Demon DIAB-805      | Gone Too Long/Skyrider (CD) Goin' Thru Another Change / Feel a Whole Lot Better / Gone Too Long / Backstreet Girl / Rollin' in My Dreams / Yazoo City Jail / Harpoon Arkansas Turnaround / Forgotten Town / A Demain (Until Tomorrow) / Skyrider / Nobody Else / Maverick Woman Blues / Do It Again / Long Tall Sally / I'll Be in Your Dreams / On the Town Again / All for the Love of a Woman Reissue of Cream CR-1001 and CR-1011 | 1994, UK |
| Icehouse IHCD 9401  | Back to the Well (CD) Goin' Down the Road to Memphis / Waiting for the Help / Plastic Flowers / Angel Tears / Easy Street / Out on the Road Again / Fools Paradise / Too Dumb / Moon Madness / Dance Chaney Dance / Cruise Control / Jerimiah Gage Personnel: Don Nix, vcl, gtr, tp; Billy Crain, gtr, sl. gtr; Greg Redding, keys; Rick Steff, org, acc; Jay Spell, pno, fd; Rusty McFarland, mnd; Greg "Fingers'" Taylor, hca; David Crochan, bs; Greg Morrow, dms, perc; Memphis Horns (Jim Spake, Andrew Love, Wayne Jackson); William C. Brown III Choir Recorded at Crosstown Recording Studio Produced by Don Nix Reissue: Appaloosa AP 098, 1999, Italy | 1994, US |
| Evidence ECD-26125  | Don Nix & Friends: Goin' Down – The Songs of Don Nix (CD) Black Cat Moan / On the Road Again / Right Where You Want Me / Same Old Blues / Lucinda / Palace of the King / Going Down / Going Back to Iuka / Like a Road Leading Home / One More Repossession / Living on the Highway / Plastic Flowers / Everybody Wants to Go to Heaven Personnel: Don Nix, vcl; Billy Crain, Jon Tiven, gtr; Mike Duke, pno; Reese Wynans, org; David Hood, bs; Greg Morrow, dms; Dan Penn, lead vcl (tracks 4, 6, 9); Bonnie Bramlett, lead vcl (tracks 3, 4, 9); Steve Cropper, lead gtr (tracks 4, 9); Audley Freed, lead gtr (tracks 6, 7); Tony Joe White, lead gtr (tracks 8, 13); Leslie West, lead gtr (tracks 7, 11); Bobby Manuel, gtr intro (track 4); Brian May, gtr (track 7); Billy Lee Riley, vcl (track 8), hca (track 13); John Mayall, hca (track 8); Max Middleton, pno (track 7); Bobby Whitlock, org (tracks 7, 13); Dave Smith, bs (track 3); Michael Rhodes, bs (track 9); Susan Marshall, Jackie Johnson, background vcls (tracks 3, 5, 6, 12) Recorded at Hum Depot, Nashville, Tennessee Produced by Jon Tiven and Don Nix | 2002, US |

## Könyvei
- Road Stories and Recipes (1997), Schirmer Books/Simon & Schuster, New York. ISBN 0-02-864621-5
- Who's That with Don Nix? – A photojournal of Don Nix's personal experiences